# Crematogaster terminalis
Crematogaster terminalis is een mierensoort uit de onderfamilie van de Myrmicinae. De wetenschappelijke naam van de soort is voor het eerst geldig gepubliceerd in 1838 door Shuckard.